# 지금우리
지금우리는 주식회사 인덱스핑거에서 2022년 2월에 출시한 애플리케이션이다. 주요한 기능으로는 학교 시간표, 식단표, 익명 커뮤니티 기능 등을 제공한다.

## 인증
학생 또는 현재 위치를 기반으로한 학교 인증을 해야 우리 학교/우리 동네 게시판이 열리고, 글 작성을 포함한 모든 기능을 정상적으로 이용할 수 있다.
인증 후 개인정보가 파기되며, 파기되지 않는 정보는 암호화되어 보호된다고 한다.

## 기능

### 오늘 시간표
학교와 반 정보 입력만으로 학교 시간표를 자동으로 표기해주는 기능을 제공한다. NEIS의 OPEN API, 즉 공공 데이터를 활용한 기능이다.

### 오늘 식단표
오늘 시간표와 마찬가지로 NEIS의 공공 데이터를 활용하여 자동으로 일주일치 식단표를 제공한다.

## 게시판
실시간으로 인기가 많은 글은 HOT 태그가 붙고 시간이 지나면 인기 태그가 붙는다.
HOT 태그만 붙었을 시에는 시간이 지나면 일반 게시물로 돌아온다.
HOT 태그가 붙으면 게시물들 상단에 위치하게 되며 이것 또한 시간이 지나면 원래대로 돌아온다.

### 프로필
닉네임은 1일 1회, 총 6회 변경 가능하다.
게시판에 글 작성시, 닉네임과 함께 자신이 속한 고등학교  이름이 표기된다.

### 지금우리
전국의 고등학교 학생이 함께 사용하는 게시판이다.

### 우리동네
주변 학교 학생들과 함께 사용하는 게시판이다.

### 우리학교
같은 학교 학생들끼리만 사용할 수 있는 게시판이다.

## 여담
- 운영자가 회를 좋아하여 네트워크가 연결되지 않았을 때 물고기 캐릭터가 뜬다.
- 급식이 없는 날에는 급식이 없다는 문구와 귀여운 일러스트가 올라온다.
- 수능시즌이 다가오면 운영자의 손편지와 응원글이 올라온다.
- 애플리케이션이 생긴 초반에는 이벤트로 강서구·양천구에 있는 학교에 재학중인 학생들에게는 기프티콘을 나누어 주었는데, 이는 지금우리의 회사가 양천구에 있기 때문이라고 추정된다.
- 지금우리는 고등학생 전용 어플이므로 스무살이 되는 해의 2월 28일까지 사용이 가능하다.